# Pinacolone
Il pinacolone, nome IUPAC 3,3-dimetil-2-butanone, è un chetone dall'odore che ricorda quello della menta piperita. Scoperto nella seconda metà del XIX secolo, a temperatura ambiente si presenta come un liquido incolore.
Può essere sintetizzato attraverso la trasposizione pinacolica del pinacolo, ovvero riscaldando il pinacolo in presenza di acido solforico:
Tra i suoi principali utilizzi spicca quello nella sintesi di prodotti fitosanitari e di acido pivalico.